# Limnas (Tracia)
Limnas (en griego, Λίμναι) es una antigua ciudad griega del Quersoneso tracio.
Estrabón la sitúa entre Drabo y Alopeconeso.
Según Anaxímenes, fue una colonia de Mileto. Perteneció a la Liga de Delos puesto que aparece en registros de tributos a Atenas desde 447/6 y al menos hasta 429/8 a. C.
Es citada también por Esteban de Bizancio y por el Pseudo Escimno.
Durante largo tiempo, la existencia de la ciudad estaba confirmada únicamente por los textos anteriores, pero su ubicación exacta permaneció desconocida hasta 2018, cuando fue descubierta cerca de la llanura de Beşyol. Según los arqueólogos, «en la superficie solo se pueden ver fragmentos de cuencos, vajilla y baldosas, ya que los restos arquitectónicos de la ciudad están bajo tierra. Sin embargo, estos fragmentos nos dan información acerca del área que cubrió la ciudad, así como cuándo fue fundada y cuándo fue destruida».